# 台中市公車269路
台中市公車269路目前行駛自谷關至八仙山森林遊樂區，主要行駛於東關路、八仙山林道，曾為台中市公車中路線最短的公車路線（被台中市公車866路區3取代）。

## 歷史
- 2013年1月1日：移撥為臺中市公車，原為公路客運6604「谷關－八仙山森林遊樂區」。
- 2013年11月11日：調整發車時刻。
- 2014年12月27日：調整發車時刻（谷關開13:40→14:20、八仙山開13:55→14:35）。
- 2018年6月4日：增開平日班次。
- 2020年4月30日：增設「八仙山收費站」。

## 路線基本資料
雙向各5站。
自谷關沿東關路行駛至八仙山森林遊樂區。

### 時刻表
- 時刻表僅供參考，請以豐原客運網站公告為準。
- 時刻表更新日期為2025年3月7日。

| 台中市公車269路平/假日時刻列表 | 台中市公車269路平/假日時刻列表 | 台中市公車269路平/假日時刻列表 | 台中市公車269路平/假日時刻列表 |
| ------------------------------ | ------------------------------ | ------------------------------ | ------------------------------ |
| 谷關開時刻                     | 谷關開備註                     | 八仙山森林遊樂區開時刻         | 八仙山森林遊樂區開備註         |
| 10:00                          | -                              | 10:35                          | -                              |
| 15:30                          | -                              | 16:00                          | -                              |

### 收費
- 依里程計費；刷電子票證10公里免費及扣款最高金額60元優惠。
- 里程計費說明：
  - 基本里程：8公里。
  - 基本里程票價全票20元、半票11元。
  - 超過基本里程（8公里）計費方式：
    - 全票=[2.431 x 搭乘里程數x (1+5%營業稅)] （四捨五入）
    - 半票=[2.431 x 搭乘里程數x (1+5%營業稅)] x 50% （四捨五入）

  - 兒童、老人、身心障礙者及其陪伴者依規定半票收費。

### 停站
參見右側路線圖